# ハスクバーナ・モーターサイクルズ
ハスクバーナ・モーターサイクルズ（Husqvarna Motorcycles GmbH）は、ピエラ・インダストリーAGが保有しているモトクロス、エンデューロ、スーパーモタードなどのオートバイを製造する企業である。1903年にスウェーデンのハスクバーナのオートバイ部門として創業した。
現在はKTM AGやガスガスと同じ親会社（ピエラ・モビリティAG）を持つ、同一グループの企業である。

## 歴史

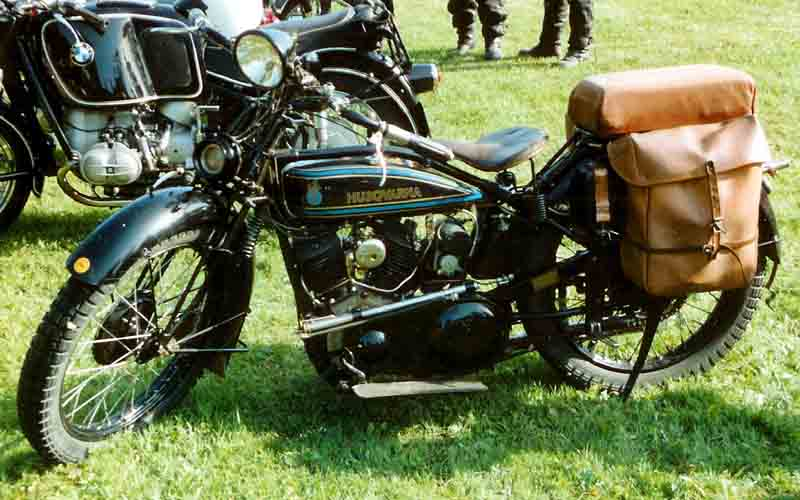
1920年代の550cc

1600年代からの歴史を持つハスクバーナは、1903年にオートバイ製造へ参入する。最初のオートバイは電動自転車だった。
1918年には自社工場での製造が開始された。その頃、スウェーデン陸軍と契約を取り付け、クロスカントリーや長距離オートバイレースイベントにも参加していった。
1920年には自社のエンジン工場を新設。最初のエンジンは、ハーレーダビッドソンやインディアンと同様の550cc4ストローク50度サイドバルブVツインエンジンを設計した。1939年にはスウェーデンでも大きなオートバイメーカーとなっていた。
1970年代末期には年産1万台のペースを維持し、レースで好調で北米市場でも好調だったが、取締役会の投資対象としての興味の薄さから、二輪部門が売却されるという噂が絶えなかった。1977年にハスクバーナは全事業がエレクトラックスグループ傘下に入った。
しかし結局日本メーカーの躍進、設備の老朽化、高価格、柔軟性の欠如などの要因から経営難に陥り、1987年にハスクバーナの二輪部門は、イタリアのオートバイメーカーでMVアグスタの親会社であるカジバに売却された。カジバはハスクバーナのバイクに妥協を求め、最初はエンジンを、次にフレームや他のコンポーネントをカジバ製にするなどして、低コストと引き換えに個性を排除した。そうした状況でも排気量125ccから576ccにかけて2ストローク/4ストロークエンジンを使用し、引き続きモトクロス、エンデューロ、スーパーモタードが製造された。

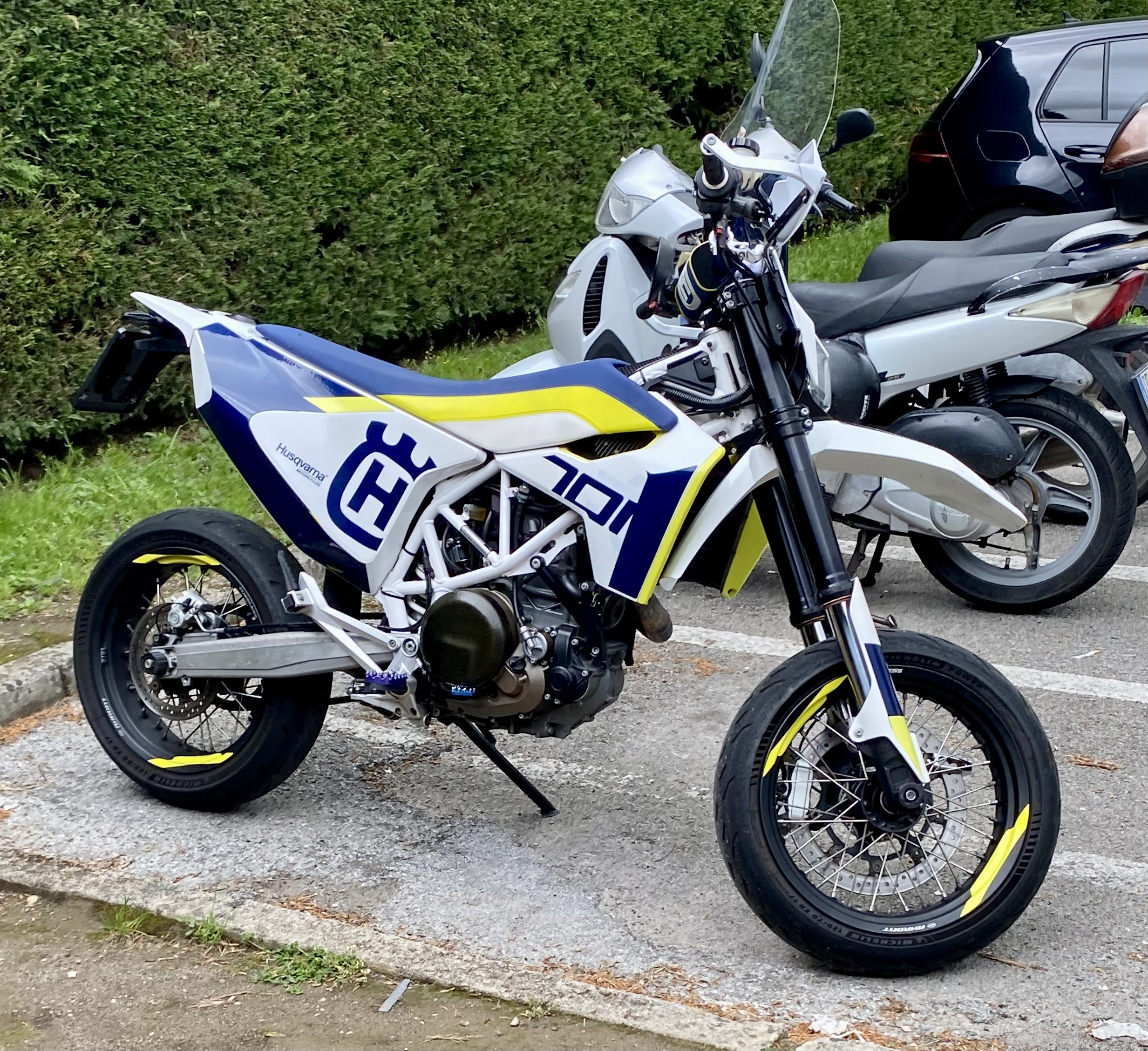
スーパーモタードのエッセンスを注力し、オンロードバイクとして開発された701スーパーモト

2007年7月にはオフロード市場や若年顧客層の開拓を狙うBMWモトラッドに買収された。BMWはハスクバーナを完全な別会社として扱い、カジバ時代から引き続きイタリア・ヴァレーズ地方での開発・生産を継続し、従業員の異動も行わなかった。

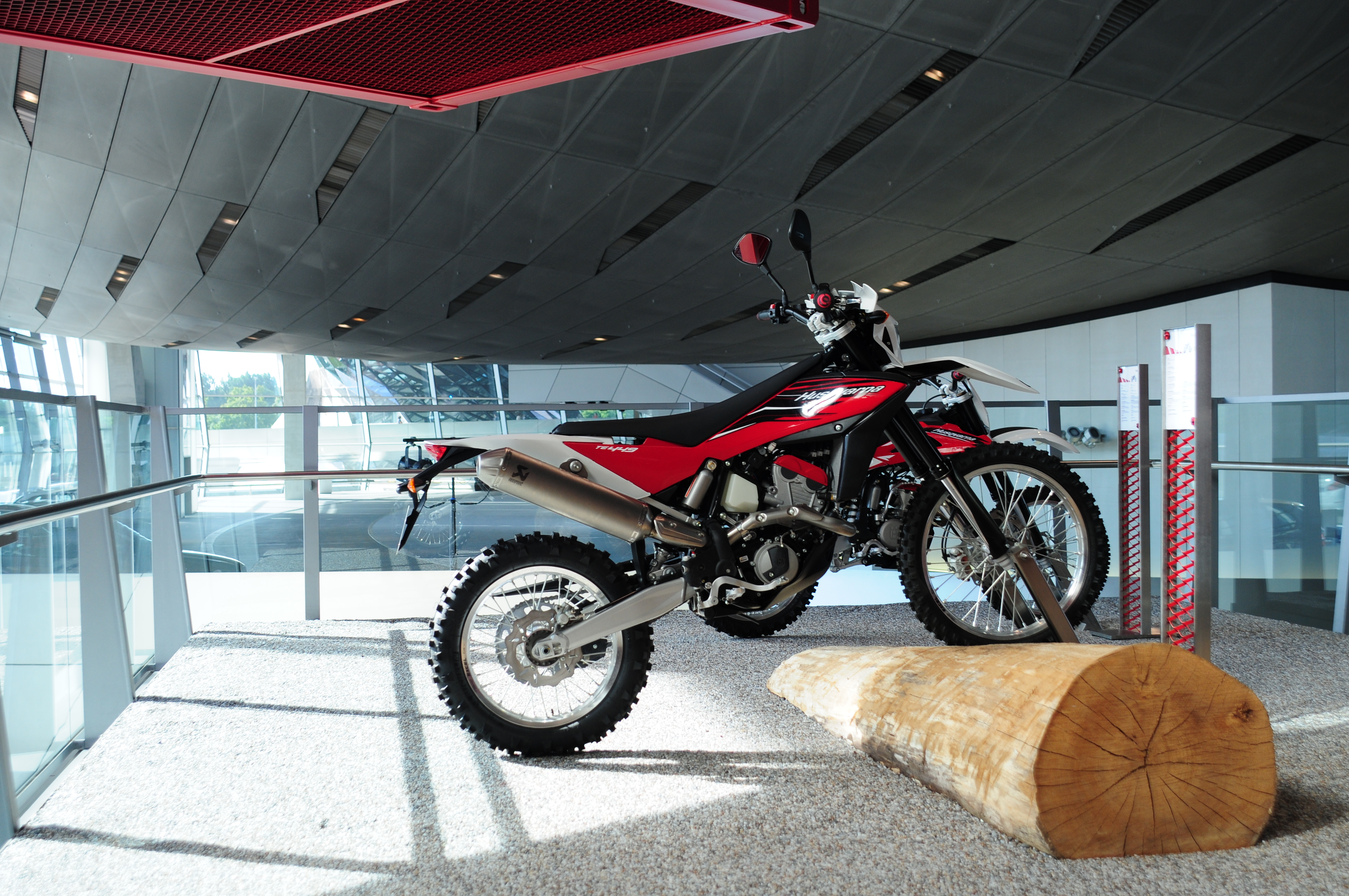
BMW傘下時代のTE449

BMWグループは2013年1月31日、KTMグループの親会社ピエラ・インダストリーAGにハスクバーナ・モーターサイクルズを売却。背景にはスクーターや電動バイクの需要増加に伴う選択と集中があった。
同年10月にはピエラ・インダストリーAGのフサベルがハスクバーナを吸収したが、フサベルは1987年のハスクバーナ売却時に一部関係者が独立して創業した経緯があったため事実上の再統合となった。以降はフサベル側がハスクバーナブランドを継承し、KTMを製造事業者とするオーストリア・マッティヒホーフェンの企業となった。またこれに伴い、フサベル時代からの継続でハスクバーナブランド車はKTMのプラットフォームを用いることとなった。
2014年から現在まで、KTMジャパン有するハスクバーナ・モーターサイクル・ジャパンが正規輸入販売を担っている。

## レース活動

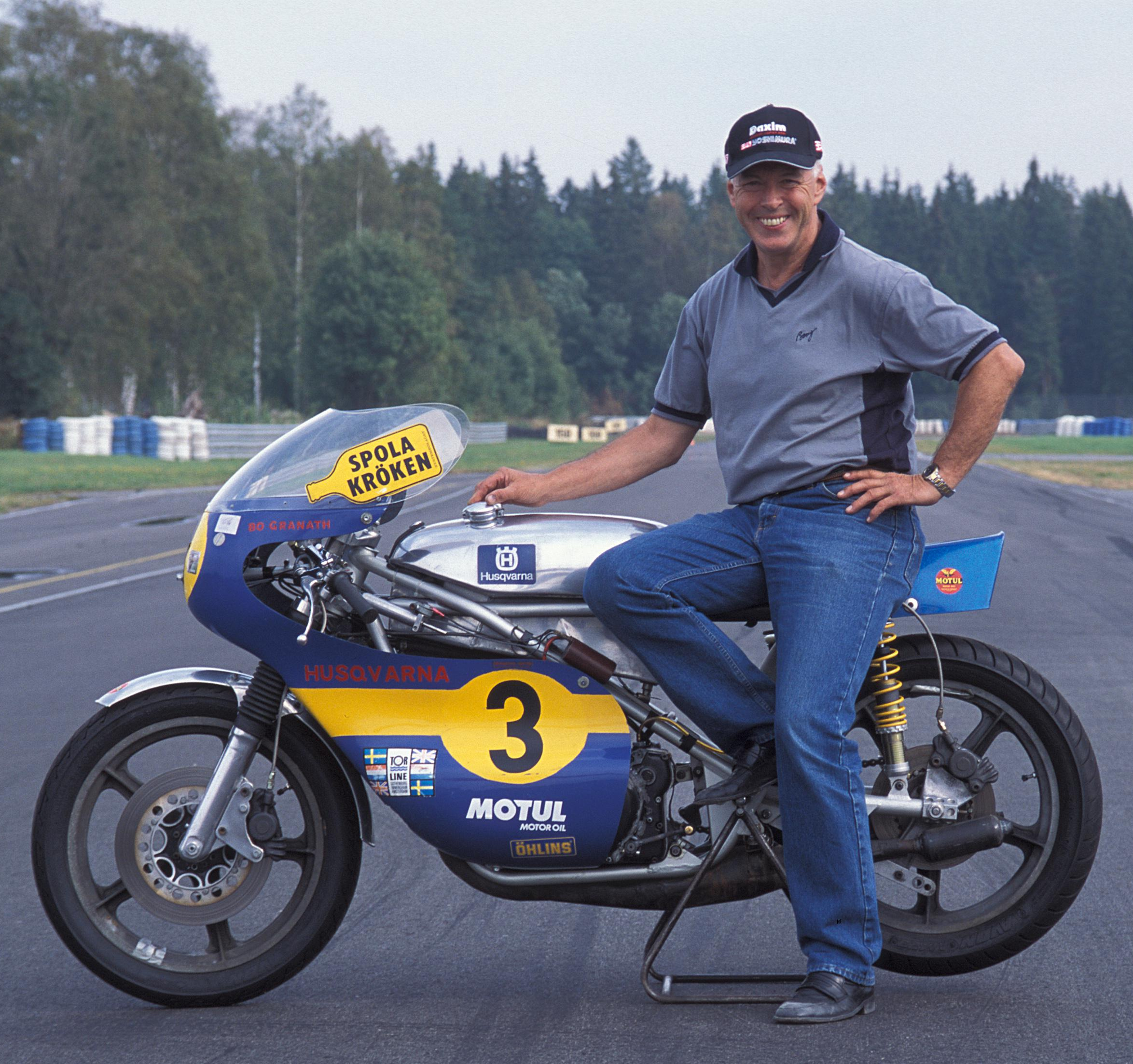
ロードレース世界選手権（GP500）にハスクバーナのエンジンで参戦したボー・グラナス

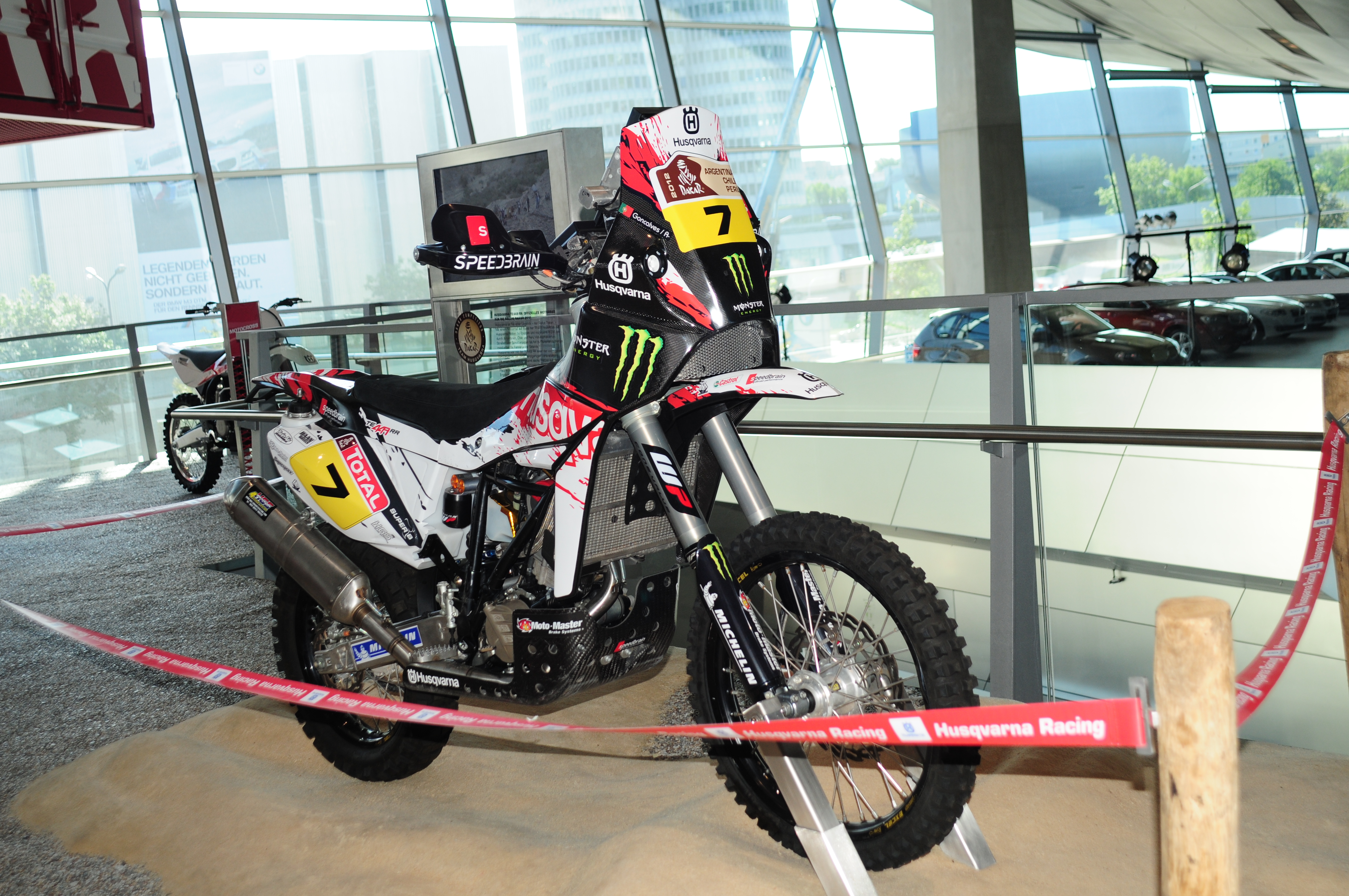
2012年パウロ・ゴンサルベスのダカール・ラリーマシン

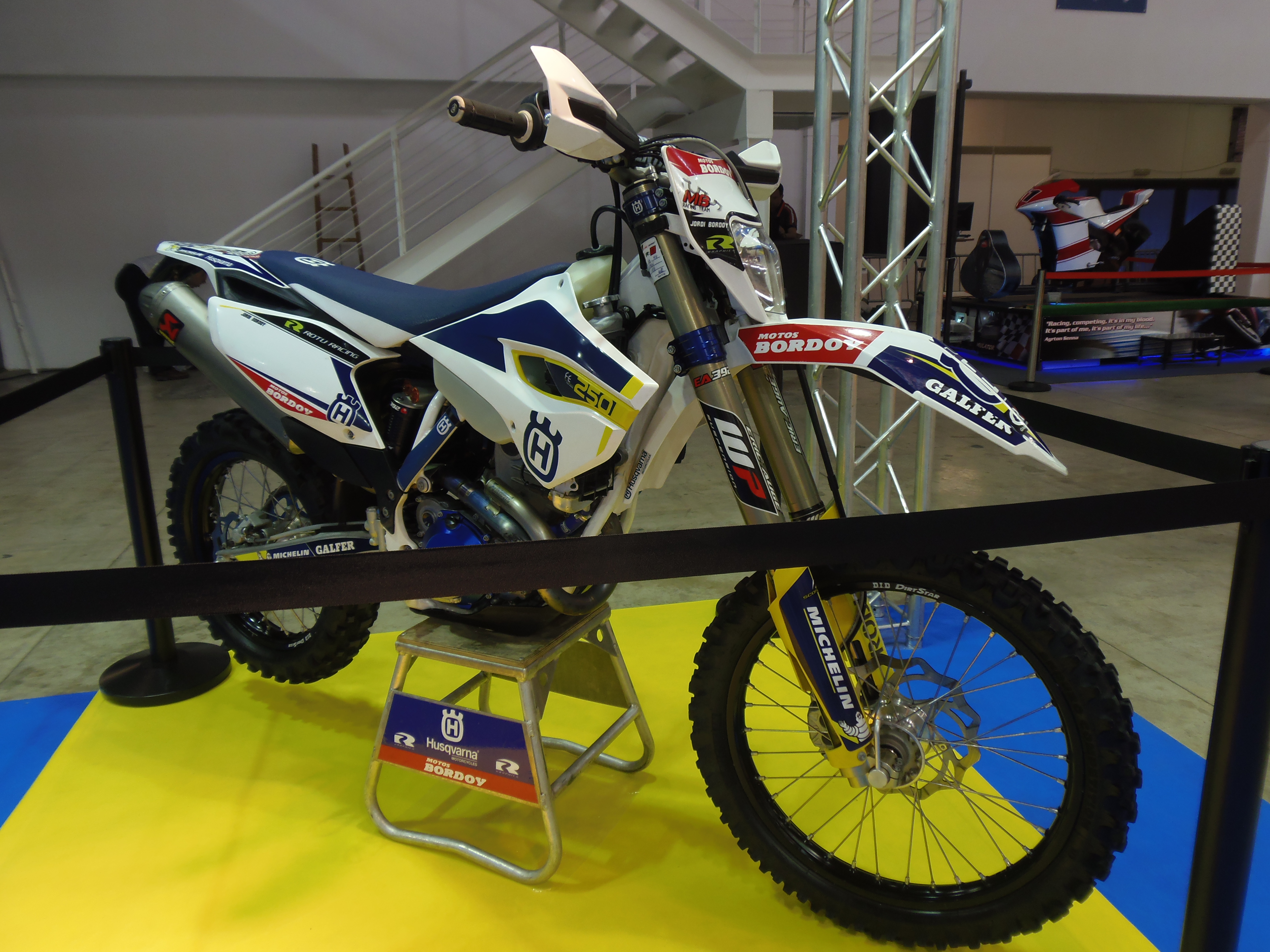
2015年ジョルディ・ボルドイのエンデューロマシン

1916年にノベンコーサン（スウェーデン語の「11月の集会」と呼ばれる475kmの公道グラベルレースに参加し、トップ3を独占して優勝した。
1930年には、350ccから500ccクラスのロードレース世界選手権（WGP）に参戦。多くのレース用バイクは1931年に設計された50度Vツイン試作型が基本となった。。1931年のスウェーデングランプリで、ラグナー・サンドクヴィストとガンナー・カレンの1-2フィニッシュでノートンのチームを下した。1935年に撤退し、しばらくの間は2ストロークエンジンの2速コミューターバイクの製造に力を入れるようになった。その年、スタンレイ・ウッズは、279ポンドの負荷をかけた500ccのハスクバーナ製のオートバイでスウェーデングランプリを優勝した。また同時期にマン島TTはじめとする公道レースでも活躍した
戦後のハスクバーナは、スウェーデンで人気を集めていたオフロードに一転して専念した。スウェーデンのオートバイメーカーであるモナークが消滅した後の1960年に、モナークの技術者ニルス・ヘドランドは、ハスクバーナの500ccマシンを開発。1960年にこれを投入し、いきなりモトクロス世界選手権の500ccクラスを制覇。1962、1963年も連覇した。これ以降、1970年代にかけてハスクバーナはモトクロス世界選手権やエンデューロ欧州選手権（後の世界選手権）で圧倒的な力を誇った。ダカール・ラリーでは僅かながらプライベーターの採用があり、1990年に初のステージ勝利とラリーリーダーを記録した。
またこの時期北米でもハスクバーナは強く、1967年から83年にバハ1000で11回の優勝を記録し、AMAナショナル・エンデューロ・シリーズでも1980年から1986年まで7年連続でタイトルを獲得した。俳優のスティーブ・マックィーンもハスクバーナを駆ってオフロードレースに参戦した。
ロードレース世界選手権（現MotoGP）の500ccクラスでは、ハスクバーナの2ストロークエンジンを使ったボー・グラナスがプライベーターとして参戦し、1972年に年間5位と2度の表彰台を獲得している。
1983年、オフロード界ではよく見られた赤と白のカラーリングを捨て、白一色に切り替えた。また同時に4ストロークのビッグボアエンジンを20年ぶりに投入した。モトクロスでは日本メーカー勢に追いつける資金力がなかったため、ハスクバーナはエンデューロに目を向けるようになった。この4ストローク車は成功を収め、エンデューロにおける2ストローク絶対優位時代に終止符を打った。またこの時活躍したトーマス・グスタフソンはカジバの買収の際に退職し、4ストロークをアイデンティティとするフサベルを創設し、モトクロスでも4ストロークの強さを示していくことになる。
00年代のスーパーモタード世界選手権でも、S1クラスで2003、2005、2007年に、S2クラスで2007～2009年とハスクバーナがタイトルを獲得している。
2007年のBMWの買収までに、ハスクバーナはオフロードカテゴリで実に70以上もの世界選手権タイトルを獲得し、以降も現在までエンデューロ系の世界選手権（エンデューロ/スーパーエンデューロ/ハードエンデューロ）を中心に活躍している。
2011年からファクトリー体制を敷いてダカール・ラリーにも参戦し続けており、総合での表彰台を複数回獲得している（最高は2020年のパブロ・キンタニラの2位）が、現在までKTMとホンダの厚い壁に阻まれ、2023年時点では総合優勝には手が届いていない。なおKTMがレッドブル、ホンダがモンスターエナジーに対して、ハスクバーナはロックスターエナジーをタイトルスポンサーに就けている。一方でクロスカントリーラリー世界選手権では2016・2017年にキンタニラが、その後継となる世界ラリーレイド選手権（W2RC）では2023年にルチアーノ・ベナビデスが王者となった。
KTMグループ入り以降、ハスクバーナはサーキットのロードレースにおいてもKTM陣営の別働隊になり、2014年〜2015年と2019年〜現在のMoto3、および2023年以降のMotoGPに参戦している。日本人ライダーでは佐々木歩夢、鈴木竜生がMoto3でハスクバーナに所属した。

## モデル
エンデューロ

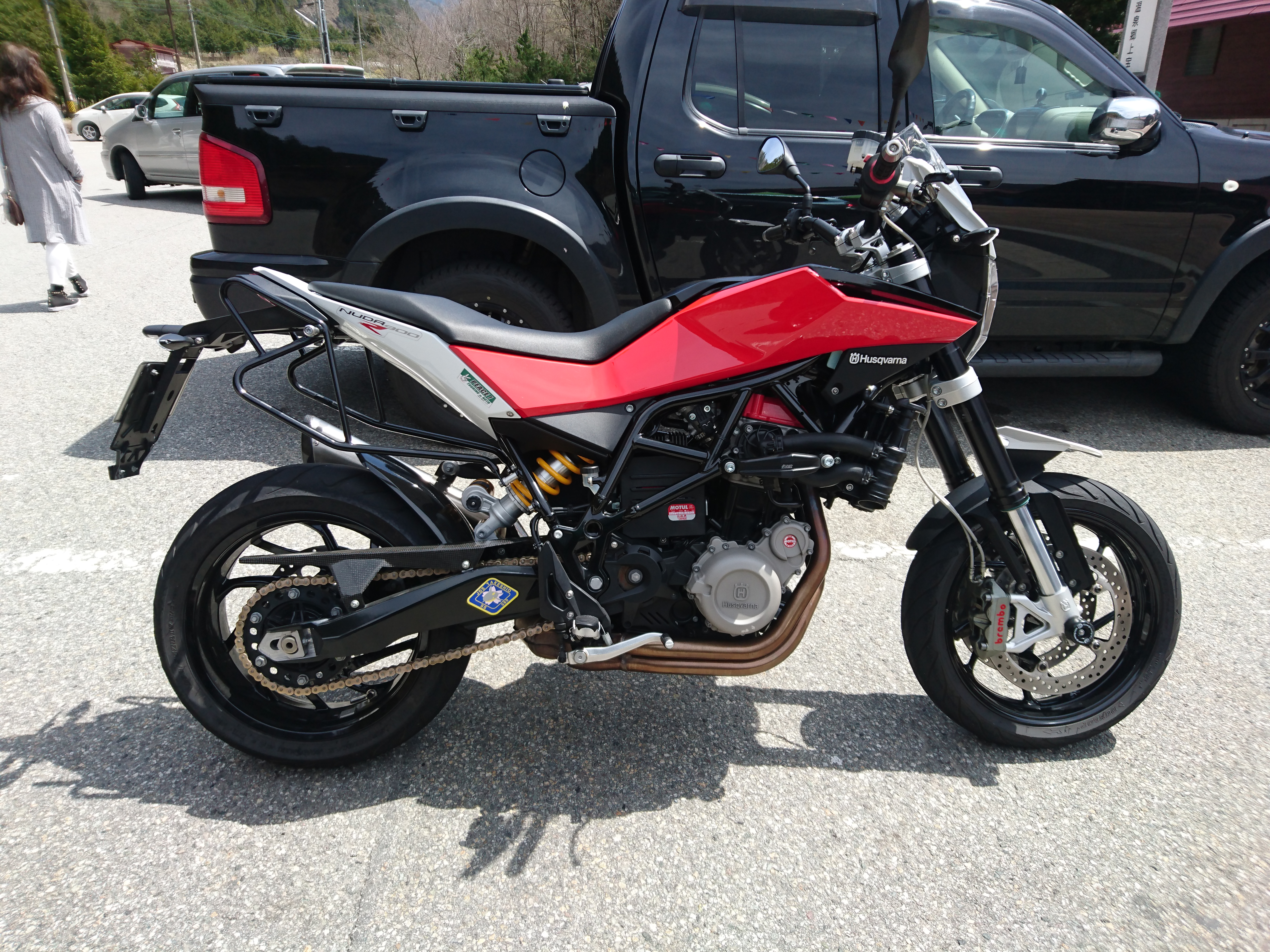
NUDA900R

- WR(125/150/250/300/360/390/430)
- TE(150/250/310/350/410/450/449/510/511/570/610)
- XC(500)
- 701エンデューロ

モトクロス
- CR(125/150/250/390/400/500)
- TC(250/449/450/510/570/610)

スーパーモタード
- SMS125
- SMS 4 125
- SMR449
- SM450R
- SM450RR
- SM510R
- SMR511
- SM530RR
- SMR570
- SM610IE
- SM610R
- SM610S
- SMR630
- 701スーパーモト

ストリート
- NUDA900
- TR650
- SVARTPILEN(125/250/401/701)
- VITPILEN(250/401/701)

デュアルパーパス
- WRE125
- TE125
- TE410E
- TE610E
- TE630

アドベンチャー
- NORDEN901